# Muslims Against Crusades
Muslims Against Crusades (en castellano Musulmanes contra las cruzadas) (abreviado MAC) es un grupo musulmán ortodoxo inglés actualmente prohibido en el Reino Unido. El grupo fue fundado en 2010 por Abu Assadullah. El boxeador profesional Anthony Small y el portavoz de Islam4UK Anjem Choudary son miembros del grupo.
Muslims Against Crusades argumenta que los musulmanes no están "obligados a obedecer la ley del país en el que residan" si esta no es la ley islámica. En 2011, el grupo propuso que los musulmanes establecieran emiratos independientes, una forma de gobierno musulmán, en ciudades del Reino Unido en donde la población musulmana representa un porcentaje significativo de la población, operando bajo la sharia (ley islámica) completamente fuera de la ley británica. El grupo sugirió ciudades ya islamizadas como Bradford, Dewsbury y la colonia de Tower Hamlets en el Este de Londres como los primeros asentamientos británicos en donde se implementaría estas entidades.  La Liga de Defensa Inglesa se ha opuesto a esto, lo que los ha llevado a enfrentamientos con el grupo . La ministra del Interior, Theresa May, prohibió el grupo a partir de la medianoche del 11 de noviembre de 2011, lo que convirtió en delito penal la pertenencia o el apoyo a este grupo.
Muchos de los ex activistas de MAC son actualmente miembros activos de otros grupos musulmanes como Millatu Ibrahim y el Movimiento Tawheed.

## Mítines
El MAC es responsable de una serie de incidentes, incluidas las protestas frente al Royal Albert Hall y en Kensington el 11 de noviembre de 2010, cuando se quemaron dos grandes poppies de plástico durante el silencio por el Día del Recuerdo .
Una ceremonia del Día del Recuerdo de 2010 en Londres fue interrumpida por miembros de la organización, que protestaban contra la presencia militar británica en Afganistán e Irak. Se quemaron grandes poppies y corearon "Los soldados británicos arden en el infierno" (probablemente en referencia al corán 4:93, 98:6 entre otros) durante los dos minutos de silencio. Dos de los hombres fueron arrestados y acusados de conducta amenazante. Uno fue condenado y multado con 50 libras esterlinas. El mismo grupo planeó realizar otra protesta en 2011 llamada Hell for Heroes, declarando que los soldados que luchan en Irak y Afganistán merecen ir al infierno. El grupo fue prohibido por el Ministro del Interior el día antes de la protesta prevista. A lo largo de 2010 y 2011 se produjeron diversas protestas contra el encarcelamiento de musulmanes, con llamamientos a su liberación; y se pidió la retirada de las fuerzas no musulmanas de los países musulmanes . El 20 de marzo de 2011, organizaron una protesta contra el pastor Terry Jones por quemar un Corán (el libro sagrado del Islam, un delito que conlleva la muerte según la Sharía) en Florida, Estados Unidos: El gobierno del Reino Unido prohibiría la entrada indefinidamente al país al pastor estadounidense por este motivo.
También solicitaron a la policía que organizara una manifestación en Londres para interrumpir la boda real del príncipe Guillermo y Catherine Middleton el 29 de abril de 2011, lo cual no leso no fue permitido.
El 2 de mayo de 2011, Osama bin Laden, que había dirigido la organización musulmana de al-Qaeda responsable de los violentos ataques yihadistas contra Estados Unidos el 11 de septiembre de 2001, fue asesinado en Pakistán por las fuerzas estadounidenses . El 7 de mayo, cientos de musulmanes del Reino Unido, entre ellos miembros de MAC realizaron una manifestación y Salat al-Janazah (oración fúnebre) en su honor frente a la embajada de EE. UU. en Londres . Cuando los manifestantes intentaron asaltar la embajada, hubo enfrentamientos con la policía.
El 30 de julio, alrededor de 50 miembros de MAC y del Waltham Forest Muslims marcharon durante dos horas desde la estación de metro de Leyton hasta la plaza de la ciudad de Walthamstow, pidiendo que la democracia inglesa sea reemplazada por la ley islámica y coreando consignas como "democracia: hipocresía", "Sharia para el Reino Unido". ' y 'El laicismo se va al carajo'. En agosto, miembros de Muslims Against Crusades realizaron una manifestación denunciando la denominación chiita y los regímenes chiitas "antiislámicos" de Siria e Irán. Para conmemorar el décimo aniversario de los ataques del 11 de septiembre, alrededor de 100 hombres musulmanes vinculados al grupo protestaron frente a la Embajada de EE. UU. en Londres, quemando banderas de EE. UU. y cantando a través de megáfonos. Los dolientes pudieron escuchar la protesta en el Jardín Conmemorativo del 11 de septiembre cercano, donde se observó un minuto de silencio para marcar el primer avión que chocó contra el World Trade Center en la ciudad de Nueva York.
El 10 de noviembre de 2011, la ministra del Interior británica , Theresa May, prohibió el grupo después de que planeara repetir la demostración de quema de poppies; la membresía de Musulmanes Contra las Cruzadas se ilegalizó a la medianoche de ese día.
El 2 de diciembre de 2011, veinte personas fueron arrestadas bajo sospecha de ser miembros de un grupo prohibido y dos por obstrucción y desorden violento en una manifestación frente a la Embajada de los Estados Unidos en Londres; la policía no confirmó un informe de que los manifestantes eran miembros de MAC.

## Impacto cultural
En Have I Got News for You, se discutió el grupo, con Ian Hislop diciendo "¿no tienen un par de cientos de años de retraso, estos musulmanes contra las cruzadas?" 